# Dům U Modré růže (Rytířská)
Dům U Modré růže, nazývaný někdy U Modrého sloupu, je dům čp. 403 na Starém Městě v Praze v Rytířské ulici č. 16. Stojí mezi Wimmerovým palácem a domem U Zlatého jelena naproti budově České spořitelny. Jde o raně gotickou věž.

## Historie
První zmínka o domu je z roku 1364, kdy se v něm nachází pekárna a majitelem je pekař (?)Mikuláš od Věže. Dům je ale starší, jeho vznik asi souvisí se vznikem Havelského Města v 1. polovině 13. století. Původem je dům nárožní, dnes je nárožním domem vedlejší dům U Zlatého jelena. K věži patřil dům na její jižní straně, dnes oddělený na parcele čp. 385 (Na Můstku 5). K oddělení došlo zřejmě v roce 1415.
Kolem roku 1600 byl dům renesančně přestavěn a před rokem 1700 byl upraven raně barokně. Barokní zásahy ale trvaly delší dobu, např. vrcholně barokní fasáda není starší než ze 2. desetiletí 18. století, vikýřové štíty jsou ještě novější. Po roce 1825 byl dům rozšiřován v klasicistním stylu, v roce 1860 byla přistavěna dvě parta v zadním křídle ve dvoře a v roce 1926 bylo toto křídlo navýšeno ještě o dvě patra (kolaudováno v roce 1929).
V roce 2024 došlo ke zrychlení rekonstrukčních a restaurátorských prací, které se před lety zastavily.